# Football League 2022-2023 (Gibilterra)
La Football League 2022-2023 è stata la 4ª edizione dell'omonima competizione del e la 123ª globale, iniziata il 30 settembre 2022 e terminata il 23 aprile 2023, con la vittoria del Lincoln Red Imps, al ventisettesimo titolo conquistato.

## Stagione

### Formula
La formula del torneo segue quella delle edizioni precedenti. Sono previste due fasi: nella prima, le 11 squadre di Gibilterra si affronteranno in un girone unico in partite di sola andata al termine del quale si passa alla seconda fase. Le prime sei classificate comporranno il Championship Group, mentre le altre comporranno il Challenge Group. In questa seconda fase, le squadre si affronteranno in partite di andata e ritorno. Inoltre, conserveranno i punti totalizzati nella prima fase. La squadra vincitrice del Championship Group verrà proclamata campione di Gibilterra e si qualificherà per il primo turno di qualificazione della UEFA Champions League 2023-2024, mentre la seconda e la terza classificate, insieme alla vincitrice della Rock Cup 2022-2023, si qualificheranno per il primo turno di qualificazione della UEFA Europa Conference League 2023-2024.
La squadra vincitrice del Challenge Group vincerà il GFA Challenge Trophy e accederà direttamente al secondo turno della Rock Cup dell'anno successivo.

## Squadre partecipanti
Le squadre di questa edizione sono le stesse dell'edizione precedente, ad eccezione del Boca Gibraltar, che rinunciò la stagione precedente. Tutte le squadre giocano nello stesso stadio, il Victoria Stadium con una capienza di 5000 spettatori.
| Squadra          | Stagione precedente          |
| ---------------- | ---------------------------- |
| FCB Magpies      | 4º posto in National League  |
| College 1975     | 8º posto in National League  |
| Europa FC        | 2º posto in National League  |
| Europa Point     | 10º posto in National League |
| Glacis United    | 5º posto in National League  |
| Lincoln Red Imps | Campione di Gibilterra       |
| Lions Gibraltar  | 11º posto in National League |
| Lynx             | 9º posto in National League  |
| Manchester 62    | 7º posto in National League  |
| Mons Calpe       | 4º posto in National League  |
| St Joseph's      | 3º posto in National League  |

## Prima fase

### Classifica finale
|  | Pos. | Squadra          | Pt | G  | V | N | P | GF | GS | DR  |
|  | ---- | ---------------- | -- | -- | - | - | - | -- | -- | --- |
|  | 1.   | Europa FC        | 25 | 10 | 8 | 1 | 1 | 34 | 4  | +30 |
|  | 2.   | Lincoln Red Imps | 25 | 10 | 8 | 1 | 1 | 36 | 8  | +28 |
|  | 3.   | FCB Magpies      | 25 | 10 | 8 | 1 | 1 | 24 | 5  | +19 |
|  | 4.   | St Joseph's      | 19 | 10 | 6 | 1 | 3 | 26 | 10 | +16 |
|  | 5.   | Lynx             | 19 | 10 | 6 | 1 | 3 | 19 | 9  | +10 |
|  | 6.   | Glacis United    | 12 | 10 | 4 | 0 | 6 | 14 | 20 | -6  |
|  | 7.   | Lions Gibraltar  | 11 | 10 | 3 | 2 | 5 | 11 | 20 | -9  |
|  | 8.   | Mons Calpe       | 10 | 10 | 3 | 1 | 6 | 6  | 17 | -11 |
|  | 9.   | Manchester 62    | 7  | 10 | 2 | 1 | 7 | 12 | 23 | -11 |
|  | 10.  | Europa Point     | 4  | 10 | 1 | 1 | 8 | 7  | 45 | -38 |
|  | 11.  | College 1975     | 3  | 10 | 1 | 0 | 9 | 4  | 32 | -28 |

Legenda:
      Ammesse al Championship Group
      Ammesse al Challenge Group
Note:

Tre punti a vittoria, uno a pareggio, zero a sconfitta.
In caso di arrivo di due o più squadre a pari punti, la graduatoria verrà stilata secondo la classifica avulsa tra le squadre interessate che prevede, in ordine, i seguenti criteri:
- Punti generali
- Differenza reti generale
- Reti realizzate in generale
- Partite vinte in generale
- Partite vinte in trasferta
- Punti negli scontri diretti
- Differenza reti negli scontri diretti
- Differenza reti generale
- Sorteggio

### Risultati
|                  | Col | Eur | EuP  | FMa | Gla | Lin | Lio | Lyn | M62 | Mon | StJ |
| ---------------- | --- | --- | ---- | --- | --- | --- | --- | --- | --- | --- | --- |
| College 1975     |     |     | 0-4  | 0-4 | 1-0 | 0-5 |     |     |     |     | 1-4 |
| Europa FC        | 5-0 |     |      | 1-1 | 7-0 | 0-1 |     | 2-1 |     |     | 1-0 |
| Europa Point     |     | 0-9 |      |     | 0-4 |     | 0-1 |     |     |     | 0-6 |
| FCB Magpies      |     |     | 7-0  |     |     |     | 2-0 | 0-1 | 1-0 | 2-0 |     |
| Glacis United    |     |     |      | 1-2 |     |     | 1-0 | 0-2 |     | 3-0 | 2-1 |
| Lincoln Red Imps |     |     | 10-0 | 1-3 | 4-1 |     | 6-0 |     | 3-0 | 2-1 |     |
| Lions Gibraltar  | 5-1 | 0-3 |      |     |     |     |     | 0-0 | 3-2 | 1-1 | 1-4 |
| Lynx             |     |     | 6-2  |     |     | 1-7 | 0-0 |     | 1-2 | 2-3 |     |
| Manchester 62    | 2-0 | 1-4 | 2-2  |     | 3-2 |     |     |     |     |     | 0-3 |
| Mons Calpe       | 2-1 | 1-4 | 2-2  |     |     |     |     | 0-3 | 1-0 |     | 0-2 |
| St. Joseph's     |     |     |      | 1-2 |     | 2-2 |     | 2-1 |     | 3-0 |     |

## Seconda fase

### Championship Group

#### Classifica finale
|                       | Pos. | Squadra          | Pt | G  | V  | N | P  | GF | GS | DR  |
| --------------------- | ---- | ---------------- | -- | -- | -- | - | -- | -- | -- | --- |
| Gibilterra (bandiera) | 1.   | Lincoln Red Imps | 52 | 20 | 17 | 1 | 2  | 68 | 14 | +54 |
|                       | 2.   | Europa FC        | 44 | 20 | 14 | 2 | 4  | 48 | 15 | +33 |
|                       | 3.   | FCB Magpies      | 37 | 20 | 11 | 4 | 5  | 39 | 18 | +21 |
|                       | 4.   | Lynx             | 33 | 20 | 10 | 3 | 7  | 33 | 29 | +4  |
|                       | 5.   | St Joseph's      | 32 | 20 | 10 | 2 | 8  | 36 | 35 | +11 |
|                       | 6.   | Glacis United    | 13 | 20 | 4  | 1 | 15 | 19 | 49 | -30 |

Legenda:

      Campione di Gibilterra e ammessa alla UEFA Champions League 2023-2024

      Ammessa alla UEFA Europa Conference League 2023-2024

#### Risultati
|                  | Eur | FMa | Gla | Lin | Lyn | StJ |
| ---------------- | --- | --- | --- | --- | --- | --- |
| Europa FC        |     | 0-0 | 4-2 | 0-2 | 2-1 | 0-1 |
| FCB Magpies      | 1-2 |     | 3-0 | 1-5 | 2-1 | 3-0 |
| Glacis United    | 0-1 | 0-0 |     | 0-5 | 0-2 | 0-2 |
| Lincoln Red Imps | 1-2 | 2-1 | 4-1 |     | 4-0 | 1-0 |
| Lynx             | 2-0 | 0-5 | 2-0 | 1-4 |     | 1-1 |
| St. Joseph's     | 2-0 | 1-3 | 3-2 | 0-3 | 0-2 |     |

### Challenge Group

#### Classifica
|  | Pos. | Squadra         | Pt | G  | V | N | P  | GF | GS | DR  |
|  | ---- | --------------- | -- | -- | - | - | -- | -- | -- | --- |
|  | 7.   | Mons Calpe      | 28 | 18 | 9 | 1 | 8  | 26 | 26 | 0   |
|  | 8.   | Manchester 62   | 28 | 18 | 9 | 1 | 8  | 34 | 30 | +4  |
|  | 9.   | Lions Gibraltar | 19 | 18 | 5 | 4 | 9  | 25 | 37 | -12 |
|  | 10.  | College 1975    | 9  | 18 | 2 | 3 | 13 | 19 | 51 | -32 |
|  | 11.  | Europa Point    | 7  | 18 | 1 | 4 | 13 | 12 | 65 | -53 |

Legenda:

      Vincitore del GFA Challenge Trophy 

#### Risultati
|                 | Col | EuP | Lio | M62 | Mon |
| --------------- | --- | --- | --- | --- | --- |
| College 1975    |     | 2-2 | 4-1 | 2-4 | 2-3 |
| Europa Point    | 1-1 |     | 0-5 | 0-4 | 1-4 |
| Lions Gibraltar | 2-2 | 0-0 |     | 0-4 | 2-5 |
| Manchester 62   | 4-1 | 2-0 | 2-1 |     | 0-2 |
| Mons Calpe      | 2-1 | 2-1 | 0-3 | 1-2 |     |